# Le Gosier

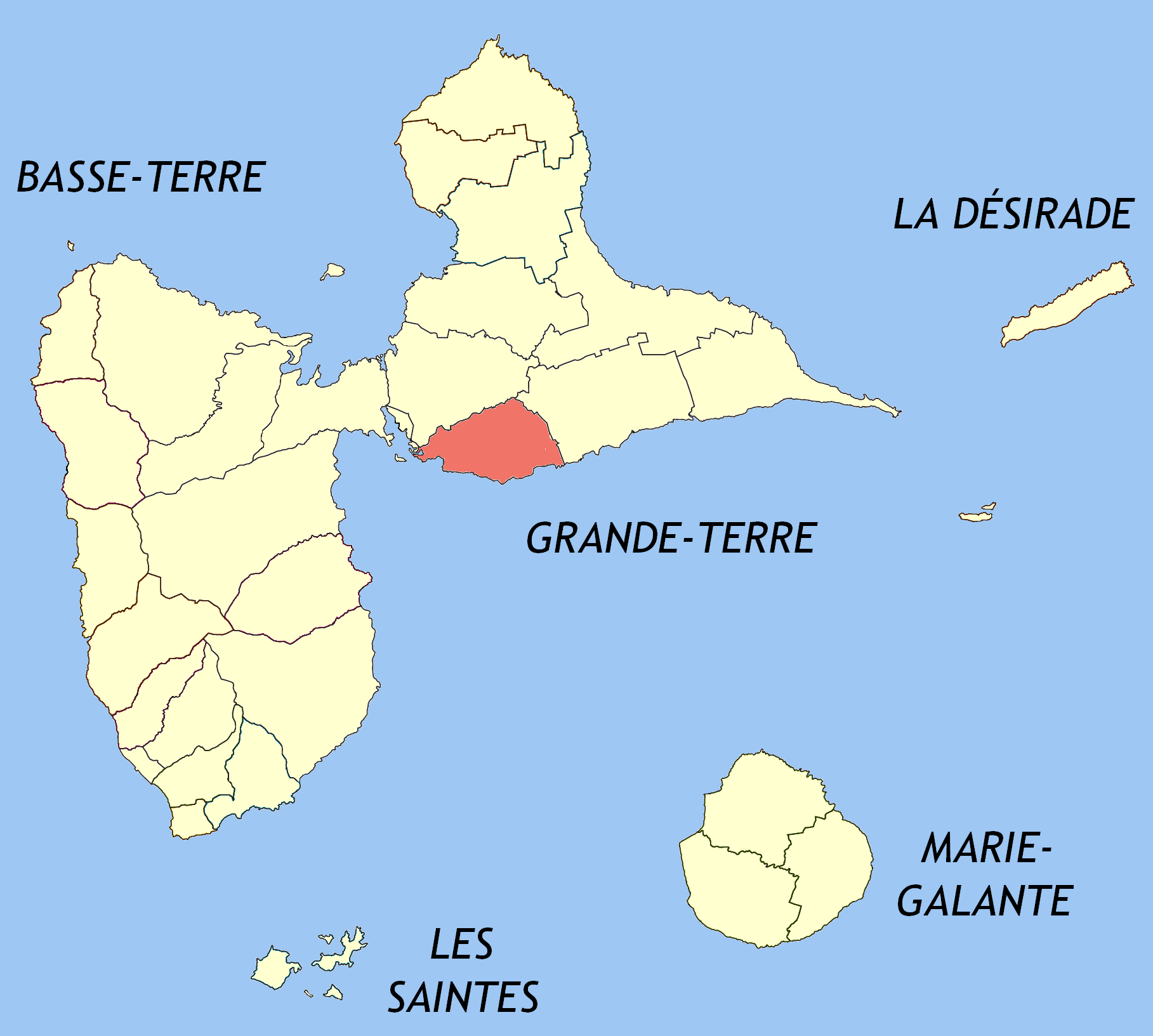
Ubicació de Le Gosier dins de la Guadalupe

Le Gosier  és un municipi francès, situat a Guadalupe, una regió i departament d'ultramar de França situat a les Petites Antilles. L'any 2006 tenia 27.370 habitants. Limita al nord-est amb Les Abymes, a l'oest amb Pointe-à-Pitre i a l'est amb Sainte-Anne. Forma part de l'aglomeració de Pointe-à-Pitre.

## Demografia
| 25.308                                     | 27.370 |
| Des de 1962: població sense dobles comptes |        |

## Administració
| Període | Identitat          | Partit         |
| ------- | ------------------ | -------------- |
| 2008-   | Jean-Pierre Dupont | Divers gauche, |